# Julia Hassler
Julia Hassler (ur. 27 lutego 1993 r. w Vaduz) – liechtensteińska pływaczka, uczestniczka igrzysk olimpijskich, rekordzistka kraju.

## Życiorys
Podczas XXX Letnich Igrzysk Olimpijskich w 2012 roku w Londynie, Hassler reprezentowała swój kraj na dwóch dystansach pływackich. Na dystansie 400 metrów stylem dowolnym wystartowała w drugim wyścigu eliminacyjnym. Ustanawiając nowy rekord kraju z czasem 4:12,99 zajęła w nim czwarte miejsce. Ostatecznie zakończyła rywalizację na dwudziestym siódmym miejscu. Na dystansie 800 metrów stylem dowolnym Hassler wystartowała w pierwszym wyścigu eliminacyjnym, który wygrała z nowym rekordem kraju – 8:35,18. Ostatecznie zajęła w rywalizacji siedemnaste miejsce.
Hassler jest również wielokrotną mistrzynią Igrzysk małych państw Europy. Zdobywała złoto na dystansach 400 i 800 metrów stylem dowolnym oraz 100 i 200 metrów stylem motylkowym, a także srebrne i brązowe medale na innych dystansach i sztafetach.
Hassler reprezentuje barwy klubu Swimming Club Lowlands w Eschen.